# Јањине Бањине
Јањине Бањине је стара дечја игра. Једноставна је и захтева само групу деце и пуно енергије.
Игра се заснива на физичкој спретности, а потребно је из залета прескочити леђа суиграча који је савијен у струку или чучи. Осим деце, ову игру често играју и одрасли, а практикује се и као вежба у настави физичког васпитања.
Као и код свих традиционалних игара које потичу из давнина, и ова игра је претрпела бројне модификације, па постоји неколико варијанти. У нашим крајевима ова игра је током времена попримила далеко тежи и грубљи карактер и позната је под називом Труле кобиле. Ово је заправо једна од најгрубљих дечјих игара, коју најчешће играју само дечаци.

## Историја
Игра Јањине Бањине је, у различитим варијантама, од давнина позната широм света. У Великој Британији игра се од краја 16. века, а позната је под називом Leapfrog. У Француској је позната као saute-mouton, а у Индији као Aar Ghodi Ki Par Ghodi.

## Основна правила игре
На почетку игре деца се поређају у врсту. Прво дете треба да се сагне и ослони руке на колена (мала деца могу и да чучну и савију главу између колена). Други играч трчи до савијеног детета, ставља му руке на леђа и скаче преко њега, раширивши ноге. По доскоку ово дете одмах заузима исти положај као прво, тако да треће дете мора прескочити прва два. Четврто дете прескаче три играча и тако до последњег у врсти, које мора прескочити све остале играче. Када и последње дете прескочи низ, прво дете (сада последње у низу) устаје и прескаче остале. Остала деца могу да наставе да прескачу низ, па тако игра може да траје бесконачно.

## Корист за развој и социјализацију деце
Ова игра поспешује окретност и кондицију, али и тимски рад и поверење. Деца морају бити свесна свог места у игри, знати када да скоче и веровати особи преко које скачу.

## Труле кобиле
Као и Јањине Бањине и ова грубља варијанта има различите варијанте:
- У основној варијанти за игру су довољна и само два играча. Дечаци (ако их има више) стану у врсту, један иза другога. Први дечак стане мало даље од врсте и нагне се тако да руке ослони на своја колена. Та је особа „кобила”. Затим се остали играчи залећу према „кобили”, покушавајући да је прескоче попут козлића на часу физичког васпитања.[5] Онај који прескаче мора у тренутку прескакања ногом ударити „кобилу” по задњици. Ако успешно обави скок и дочека се на ноге, враћа се на крај врсте. Ако промаши ударац или падне код доскока, он постаје „кобила”.[6]

- У другој варијанти за ову игру су потребнедве екипе које броје неколико чланова. Такмичари бирају судију, који обично стоји уз зид са рукама спуштеним на стомак и оцењује евентуалне неспоразуме.[3]. Једна од екипа представља „кобилу” и њен задатак је да се поређа тако што се први члан пресавије у струку, тако да му горњи дио тела буде у паралелном положају са земљом. Да би се одржао у том положају током игре, он се најчешће држи за стабло дрвета, за струк судије,[4] или стави главу у његове руке, а своје руке на своја колена.[7] Иза првог се ређају остали чланови екипе. Сви се савијају у струку, а њихове главе су између ногу сваког претходног члана, слично као код рагби играча.

Другом тиму припадају скакачи. Њихов задатак је да се што боље залете и скоче „кобили”, односно такмичарима супротне екипе, на леђа. Дечаци скачу тако да први који скаче буде што ближе судији, како би оставио места за остале. Ако „кобила” поклекне док скакачи скачу на њу, скакање се понавља. Ко је год на „кобили”, не сме додирнути земљу, јер у супротном тај тим губи и постаје „кобила”. Када сви скакачи доскоче на „кобилу”, судија броји до десет. Ако нико из екипе која је „кобила” не поклекне, они побеђују и улоге се мењају. Уколико се деси супротно, губе и морају поново бити „кобила”.
У игри се могу утврдити и додатна правила, по којима нема додатног скакања, нити нема клацкања, односно намерног поскакивања на играчима у тиму „кобиле”.